# Раймонд Фиц-Джеральд
Раймонд Фиц-Джеральд (англ. Raymond Fitz-Gerald, известные годы жизни с 1170 по 1182) — англонормандский рыцарь, один из первых участников нормандского вторжения в Ирландию, лейтенант Ричарда де Клера, констебль Лейнстера и на непродолжительный период управляющий королевскими владениями в Ирландии, упоминаемый также в источниках с прозвищем Раймонд Толстый (Le Gros).

## Биография
Раймонд был сыном Уильяма Фиц-Джеральда, старшего сына Джеральда Виндзорского, унаследовавшего у того титул и владения лорда Карей. Таким образом, он приходился племянником Морису Фиц-Джеральду и Роберту Фиц-Стефану, другим видным участникам нормандского похода в Ирландию. Раймонд был вторым сыном Уильяма и не мог претендовать на земли отца, перешедшие его старшему брату — Одо Фиц-Джеральду, поэтому он появляется в истории как один из офицеров Де Клеров, основной лейтенант Ричарда Стронгбоу.
Ричард де Клер, руководствуясь грамотой Генриха II, взялся выступить основным союзником изгнанного короля Лейнстера Диармайта мак Мурхада. Поскольку гарантией выполнения их соглашения с Диармайтом о том, что Стронгбоу станет наследником власти в Лейнстере, было запланированное бракосочетание Ричарда с дочерью того — Евой, а как вассал короля он мог вступить в брак только с согласия последнего, Де Клер был занят улучшением отношений с Генрихом II. В то же время Стронгбоу не мог позволить уже воевавшим к этому моменту в Ирландии — Морису Фиц-Джеральду и Роберту Фиц-Стефану — слишком усилиться. Поэтому в апреле 1170 года он отправил в Ирландию свой авангард во главе с Раймондом. Тот высадился 1 мая южнее Уотерфорда с небольшим отрядом в 10 рыцарей и 70 лучников и начал возводить временное укрепление.
Местоположение для этого практически неприступного форта было выбрано крайне удачно — он стоял на выступающем в море мысе, благодаря чему отряд Раймонда смог не только противостоять превосходящим гэльско-норвежским силам из Уотерфорда с союзными ирландцами, которые напали на него, но и одержать победу, захватив в плен 70 знатных горожан. Из-за судьбы этих пленников началась история вражды Раймонда с Хервеем Монте-Мариско, который прибыл на остров с Морисом и представлял здесь интересы графа до высадки Раймонда. Против мнения Фиц-Джеральда Хервей выступил за казнь пленников и был поддержан остальными нормандцами.
Деятельность Раймонда до прибытия Ричарда может служить демонстрацией военного таланта нормандцев: он очень быстро усваивал идеологию и методы ведения войны местными жителями, например, собрал весь скот в окрестностях Уотерфорда, что было в традициях ирландского военного дела и позволило Раймонду контролировать всю округу. Позднее Стронгбоу использует эту же тактику, чтобы удержать власть над Лейнстером после смерти Диармайта.
Через четыре месяца 23 августа в Ирландию прибыл сам граф с отрядом в 1000 человек и, соединившись с Раймондом, подступил у Уотерфорду, сразу же начав штурм. Нормандцы были отброшены обороняющимися дважды, прежде чем Раймонд, лично возглавив атаку, пробил брешь в стене, через которую город был взят. Без отлагательств в кафедральном соборе города Ричард де Клер сочетался браком с Евой Мак-Мёрроу, и они направились в Фернс — столицу Диармайта, откуда началась совместная экспедиция на Дублин, в которой Раймонд командовал центральным полком в 800 человек. Видя подступающее войско, правитель Дублина Аскульф попытался инициировать переговоры, но Раймонд и Мило де Коган силами своих отрядов вошли в город и вынудили Аскульфа бежать морем.
После того как Лейнстер был завоёван, а его король Диармайт скончался, оставив власть Стронгбоу, последний был поставлен своим сюзереном перед выбором между передачей новых владений Генриху Плантагенету и потерей английских титулов и имущества. Сделав выбор в пользу первого, Ричард отправил к Генриху Раймонда, который посетил короля в Аквитании в декабре 1170 — январе 1171 годов. Впрочем Раймонд успел вернуться до окончания осады Дублина верховным королём, поскольку в ночной вылазке на лагерь Руайдри Уа Конхобайра, в которой удалось рассеять общеирландское ополчение, он командовал вторым эскадроном шедшим следом за отрядом Мориса Фиц-Джеральда. Вероятно, Раймонд в апреле 1172 года вернулся вместе с королём в Англию, так как его не было в списке людей, получивших земельные наделы в Ирландии от Генриха.
Когда Ричард Стронгбоу, верно отслужив Генриху в Нормандии, вернулся в Ирландию облечённый доверием короля, Раймонд был с ним. На острове они застали восстание ирландцев, с которым не мог справиться Хервей Монте-Мориско, занимавший пост Раймонда. Фиц-Джеральд вновь получил командование над своими отрядами и провёл карательную операцию в Оффали, восстановив порядок. В этот момент Раймонд Фиц-Джеральд обращается к графу с просьбой выдать за него его сестру — Басилею де Клер, дочь Гилберта де Клера, графа Пембрук, недавно ставшую вдовой Роберта де Куэнси. Однако Стронбоу, по-видимому, опасался большой популярности Раймонда в войсках и ответил отказом, после чего Фиц-Джеральд вернулся в Уэльс.
В 1174 году Руайдри Уа Конхобайру удаётся собрать большой альянс против завоевателей, в результате его активных действий блокируется продвижение англичан в Мунстер, ирландцы возвращают Мит, а Стронгбоу теряет Килкенни и оказывается запертым в Уотерфорде. В этих условиях Ричард вызывает своего верного лейтенанта, на этот раз сам предложив тому руку своей сестры, и Раймонд прибывает в Уэксфорд вместе со своим двоюродным братом Мелье Фиц-Генри, внуком Генриха I. Они снимают осаду с этого города и двигаются к Уотерфорду, где помогают Стронгбоу разорвать кольцо осады. Через несколько дней проходит свадьба Раймонда и Басилеи, и Фиц-Джеральд совершает рейд в Мит, где своими манёврами вынуждает Руайдри отступить в Коннахт, восстанавливая тем самым мир. Летом 1175 года Домналл Мор Уа Бриайн, король Томонда, поднимается против английского короля, и Раймонд с Мелье подавляют его восстание, взяв штурмом Лимерик. В это время Харвей де Монт-Мориско обвиняет Раймонда перед королём в желании отмежеваться от его власти, и Генрих II вызывает Фиц-Джеральда для объяснений. Раймонд подчиняется и начинает готовиться к отплытию в Англию, но в этот момент Дональд О’Брайен вновь начинает смуту в восточном Мунстере. Войска Стронгбоу отказываются выступить в поход без своего командующего, и Раймонд вновь возглавляет их, он подчиняет Тромонд, устанавливает королевскую администрацию в Лимерике и отправляется обратно в Лейнстер, когда его застигает известие о смерти графа Ричарда.
По смерти своего сеньора Раймонд управляет лордством Ирландии, однако Генрих II, видимо из тех же опасений чрезмерной популярности Фиц-Джеральда в войсках, сменяет его на Уильяма Фиц-Алдельма, который по сообщению Гиральда Камбрийского негативно относился к возвышению клана Фицджеральдов. На этом политическая карьера Раймонда заканчивается. Однако он ещё раз появляется на исторической арене, когда его дядя Роберт Фиц-Стефан оказывается осаждённым восставшими ирландцами Десмонда в Корке в 1182 году. Раймонд приходит на помощь Роберту и рассеивает войска осаждающих и усмиряет графство. После этого имя Раймонда в хрониках не встречается, по всей видимости, он вскоре умирает, не оставив от своего брака с Басилеей де Клер наследников.
Описание Раймонда Фиц-Джеральда и его деяний сохранилось в произведении Гиральда Камбрийского «Завоевание Ирландии» (лат. Expugnatio Hibernica), а также анонимной «Песне о Дермоте и графе» (старофр. Chanson de Dermot et du comte). Согласно Гиральду Раймонд был чуть тяжелее среднего веса и обладал весьма плотной комплекцией, за что и получил своё прозвище. У него были светлые вьющиеся волосы и больше серые глаза, выдающийся нос и живой энергичный характер. Одной из основных его отличительных особенностей было внимательное отношение к собственным подчинённым, за что он был сильно почитаем солдатами, равно как и за его умелое командование и высокие боевые навыки.